# Christiane Weber (remera)
Christiane Weber es una deportista alemana que compitió en remo. Ganó tres medallas en el Campeonato Mundial de Remo entre los años 1989 y 1992.

## Palmarés internacional
| Representando a la RFA   |                   |                   |                    |
| Campeonato Mundial       |                   |                   |                    |
| Año                      | Lugar             | Medalla           | Prueba             |
| 1989                     | Bled (Yugoslavia) | Medalla de bronce | Doble scull ligero |
| Representando a Alemania |                   |                   |                    |
| Campeonato Mundial       |                   |                   |                    |
| Año                      | Lugar             | Medalla           | Prueba             |
| 1991                     | Viena (Austria)   | Medalla de oro    | Doble scull ligero |
| 1992                     | Montreal (Canadá) | Medalla de oro    | Doble scull ligero |